# Мустигін Михайло Михайлович
Михайло Михайлович Мустигін (рос. Михаил Михайлович Мустыгин, 27 жовтня 1937, Коломна — 27 січня 2023) — радянський футболіст, нападник.
Насамперед відомий виступами за «Динамо» (Мінськ).

## Ігрова кар'єра
У дорослому футболі дебютував 1957 року виступами за «Авангард» (Коломна), після чого перейшов у «Серпухов».
Своєю грою за цю команду привернув увагу представників тренерського штабу ЦСКА (Москва), до складу якого приєднався 1959 року. Відіграв за московських армійців наступні два сезони своєї ігрової кар'єри.
1961 року перейшов до «Динамо» (Мінськ), за який відіграв дванадцять сезонів. Більшість часу, проведеного у складі мінського «Динамо», був основним гравцем атакувальної ланки команди і одним з головних бомбардирів команди, маючи середню результативність на рівні 0,38 голу за гру першості. Певний час був капітаном команди.
Завершив професійну кар'єру футболіста виступами за команду «Динамо» (Мінськ) у 1972 році

## Досягнення
- Третій призер чемпіонату СРСР: 1963 року.
- Найкращий бомбардир чемпіонату СРСР: 1962, 1967.
- У списку 33 найкращих: 1963 — № 2, 1967
- Нагороджений медаллю «За трудову відзнаку»: 1968.